# Мюнтер, Габриеле

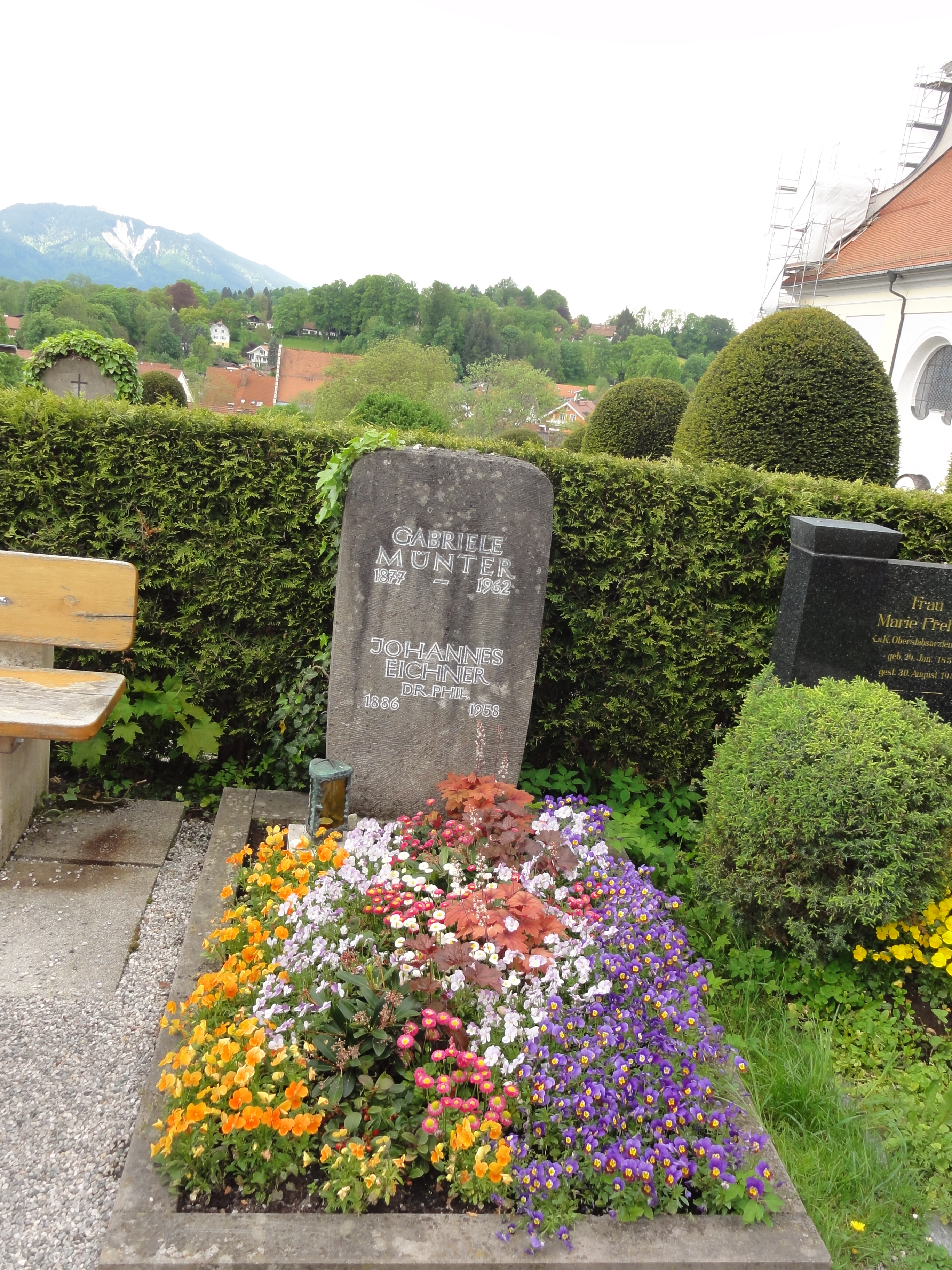
Могила в Мурнау-ам-Штаффельзее

Габриэла Мюнтер (нем. Gabriele Münter; 19 февраля 1877, Берлин — 19 мая 1962, Мурнау-ам-Штаффельзее) — немецкая художница и график, представительница экспрессионизма. Входила в «Новое Мюнхенское объединение» (N.K.V.M.), а впоследствии в объединение «Синий всадник». Многолетняя подруга Василия Кандинского, Мюнтер хранила значительную часть его работ в период Второй мировой войны и годы после неё и открыла их для общего доступа вместе с фотоархивом «Синего всадника» и своими собственными картинами.

## Ранние годы
Мюнтер родилась в семье представителей среднего класса в Берлине 19 февраля 1877 году. Семья поддерживала ее стремление стать художницей. Ее отец умер в 1886 году. Она начала рисовать еще в детстве. Когда она росла, у нее был частный репетитор. В 1897 году, в возрасте двадцати лет, Мюнтер получила художественное образование в дюссельдорфской студии художника Эрнста Боша, а затем в женской школе Damenschule у художника Вилли Шпатца.
В 1901 году она посещала занятия для начинающих у Максимилиана Дазио в Даменакадемии (женской академии) Мюнхенского союза женщин-художников. Затем Мюнтер училась в мюнхенской школе «Фаланкс», авангардистском учебном заведении, основанном русским художником Василием Кандинским. Там она посещала курсы скульптуры, которые вел Вильгельм Хюсген.

## Творчество
Мюнтер уделяла большое внимание немецкому экспрессионизму и работала в различных техниках. Она вела дневник и документировала свои путешествия с помощью современной камеры. Она была знакома со многими известными художниками того времени. В одном из своих дневников она заявила, что хотела бы учиться у художников-авангардистов во Франции. Мюнтер и Кандинский путешествовали вместе в 1903-1908 годах. В 1906-1907 годах они провели время в Севре, пригороде Парижа. Они оба выставляли свои работы в Салоне Независимых и Осеннем салоне. 
Когда началась Первая мировая война, Мюнтер и Кандинский переехали в Швейцарию. В 1914 году Кандинский вернулся в Россию без нее. Их отношения ухудшились из-за взаимной напряженности и разочарований, вызванных его недостаточной приверженностью к браку. Его женитьба в 1917 году на Нине Андреевской ознаменовала конец отношений Мюнтер и Кандинского.
После этого в ее творческой карьере наступил период бездействия. Ряд картин и рисунков она вернула Кандинскому, а другие произведения долгие годы хранила на складе. Она возобновила работу над картинами в конце 1920-х годов, когда после войны вместе с Йоханнесом Айхнером вернулась в Германию.

## Жизнь и творчество
- 1895—1897 занятия в Дюссельдорфском университете.
- 1898—1900 живёт с сестрой в США.
- 1901 переезжает в Мюнхен, поступает в художественную школу Фаланкс, учится у Анжело Янка и скульптора Вильгельма Хюсгена.
- 1902 посещает класс Кандинского.
- 1903 обручение с Кандинским, который в то время ещё был женат.
- 1904—1908 путешествия с Кандинским в Италию, Францию, Швейцарию, Голландию, Тунис и — много раз — в Россию.
- 1908 — первое пребывание в Мурнау.
- 1909 — покупает дом в Мурнау, знакомится с Явленским и Верёвкиной, вступает в «Новое Мюнхенское художественное объединение», выставляет свои работы в салоне Независимости в Париже.
- 1911 — из солидарности с Кандинским и Марком выходит из состава «Нового Мюнхенского художественного объединения», становится одной из основательниц художественной группы «Синий всадник».
- 1914 — с началом Первой мировой войны уезжает с Кандинским в Швейцарию, с отъездом Кандинского в Россию возвращается в Мурнау.
- 1915 — последняя встреча с Кандинским в Стокгольме.
- 1916 — Кандинский официально разрывает отношения с Мюнтер.
- 1917 — живёт в Копенгагене, после разрыва с Кандинским на годы прекращает художественную деятельность.
- 1920 — возвращение в Мурнау.
- 1927 — снова начинает рисовать, поездка в Париж.
- 1933—1945 — ведёт замкнутый образ жизни в своём доме в Мурнау, много рисует.
- 1952 — начинает рисовать в манере абстракционистов.
- 1957 — передаёт Городской галерее Ленбаххауз в Мюнхене большое собрание картин — своих и Кандинского.

## Избранные полотна
- «Слушатель(портрет Явленского)» 1909 Мюнхен, Городская галерея Ленбаххауз
- «Пейзаж с белой стеной» 1910 Хаген, музей Карл-Эрнст-Остхауз
- «Повозки сена» 1911 Мюнхен, Городская галерея Лембаххауз
- «Аллея парка в Сен-Клод» 1906
- «Мужчина за столом (портрет Кандинского)» 1911 Мюнхен, Городская галерея Лембаххауз
- «Вид на горы» 1934 Мюнхен, Городская галерея Лембаххауз
- «Цветные наброски» 1952 Мюнхен, Городская галерея Лембаххауз.